# Ке-Ну
Тип 4, «Ке-Ну» (яп. 四式軽戦車ケヌ, ен сікі Кей сенся ке-ну) — японський легкий танк часів Другої світової війни, що являв собою легкий танк «Ха-Го» з встановленою на нього баштою середнього танка «Чі-Ха». Випускався в невеликих кількостях у 1944 році, а також перероблявся зі звичайних «ха-го».

## Історія та створення
Тип 4 «Ке-Ну» був побічним ефектом тривалої розробки середнього танка Тип 97 «Чі-Ха». Оригінальний «Чі-Ха» був озброєний 57 мм гарматою з низькою початковою швидкістю. Досвід застосування в Маньчжоу-го, Китай на ранніх стадіях Японо-китайської війни (1937–1945), а також проти Радянського Союзу в боях на Халхін-Голі в ході Радянсько-японських прикордонних конфліктів (1938–1939) показав, що дана гармата абсолютно не ефективна проти наявної броні, що послужило причиною розробки нової 47 мм гармати з високою початковою швидкістю польоту снаряда. Установка нової 47 мм гармати на танк «Чі-Ха» призвело до створення «Шінхото Чі-Ха». Вивільнені після модернізації башти зі старими 57 мм гарматами було вирішено змонтувати в корпус легкого танка «Ха-Го». Результат отримав назву Тип 4, «Ке-Ну». Подібним чином протягом 1944 р. було вироблено приблизно 100 танків «Ке-Ну».

## Недоліки
Незважаючи на установку гармати від середнього танка Тип 97 «Чі-Ха», «Ке-Ну», хоч і отримав підвищену вогневу міць, залишався власне легким танком Тип 95 «Ха-Го». Установка нової башти на старе шасі призвела до збільшення маси танка на 1 т і знизила максимальну швидкість до 40 км/год. Крім того, модернізація жодним чином не вирішила головної проблеми Типу 95 — абсолютно недостатньої товщини бронювання корпусу.
Максимальна товщина бронювання становила 30 мм в лобовій частині башти і легко пробивалася 37 мм, 75 мм і 2-х фунтовими гарматами на танках союзників.

## Військове застосування

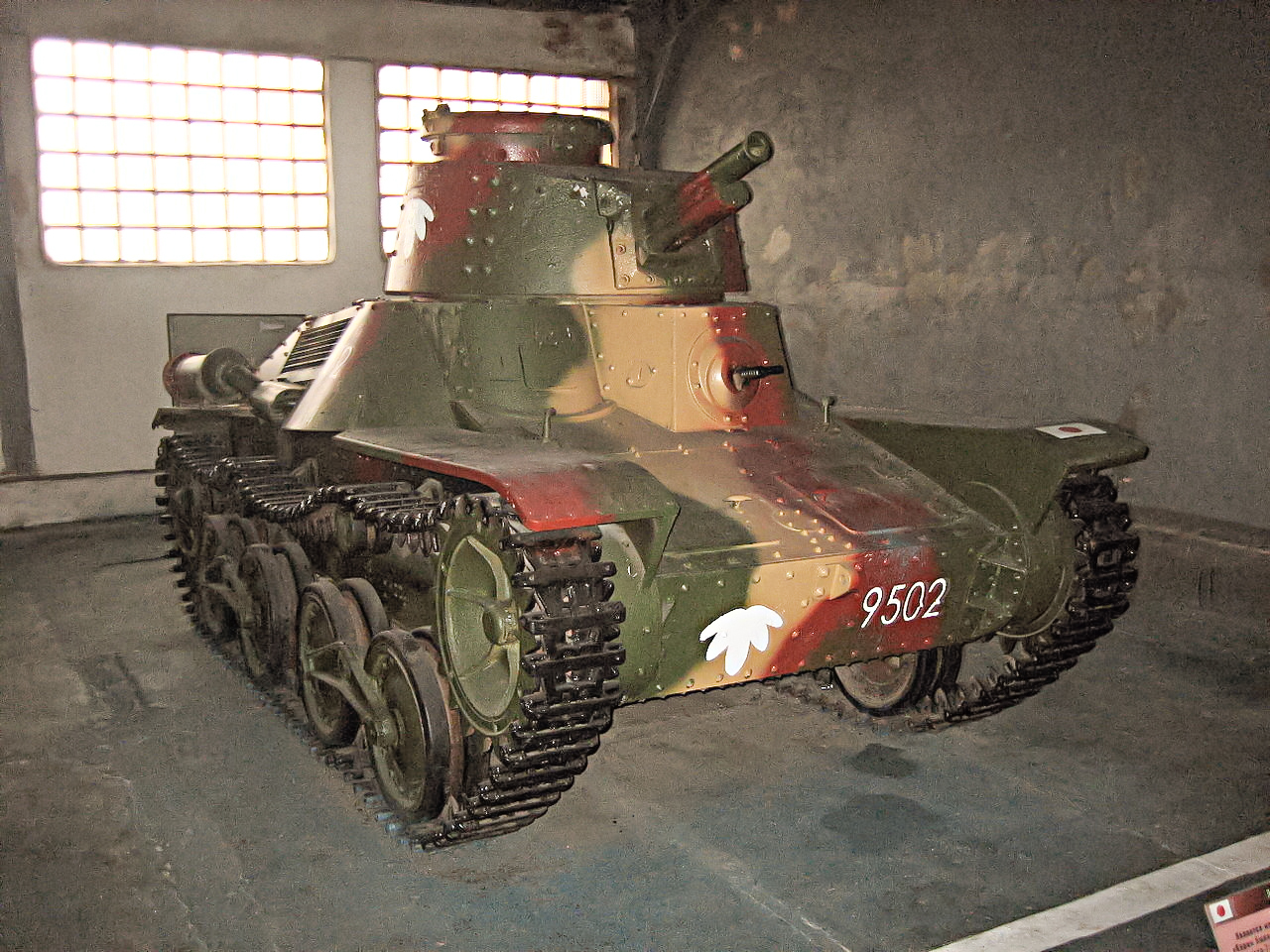
Тип 4 «Ке-Ну» в бронетанковому Музеї в Кубинці, Москва

Модернізація була проведена в 1944, і серйозного впливу на хід війни танк надати вже не зумів, тому більшість танків надійшла в частини, призначені для оборони Японських островів від  висадки військ США, яка так і не відбулася. Кілька Тип 4 «Ке-Ну» були відправлені в Корею і Маньчжоу-го, де воювали проти частин Червоної армії в ході Маньчжурської операції (1945). Захоплений у ході Маньчжурської операції "Ке-Ну" виставлено в Танковому музеї в Кубинці.